# Championnat de France de football de deuxième division 2019-2020
Navigation
Ligue 2 2018-2019 Ligue 2 2020-2021
La saison 2019-2020 de Ligue 2 est la quatre-vingt-unième édition du championnat de Ligue 2 (ou Division 2 jusqu'en 2002). Deuxième niveau de la hiérarchie du football en France après la Ligue 1, le championnat oppose en matches aller-retour, vingt clubs professionnels.
La saison est marquée par une suspension du championnat à partir de mi-mars après le début de la propagation de la pandémie de Covid-19 en France.

## Clubs participants
| \| AC Ajaccio AS Nancy · -Lorraine Le Havre AC SM Caen Clermont Foot EA Guingamp FC Lorient · Paris FC LB Châteauroux AJ Auxerre · US Orléans Valenciennes FC Chamois niortais Grenoble Foot · FC Sochaux · -Montbéliard Rodez AF FC Chambly ES Troyes RC Lens Le Mans FC \| Localisation des clubs engagés. |
| AC Ajaccio AS Nancy · -Lorraine Le Havre AC SM Caen Clermont Foot EA Guingamp FC Lorient · Paris FC LB Châteauroux AJ Auxerre · US Orléans Valenciennes FC Chamois niortais Grenoble Foot · FC Sochaux · -Montbéliard Rodez AF FC Chambly ES Troyes RC Lens Le Mans FC                                       |

### Liste des clubs participants
Les équipes classées de la 4e à 17e place du Championnat de Ligue 2 2018-2019, les équipes classées 19e et 20e de Ligue 1 2018-2019, le perdant du barrage opposant le 18e de Ligue 1 au vainqueur des playoffs de Ligue 2, les deux premiers de National 2018-2019 et le vainqueur du barrage opposant le 18e de Ligue 2 au 3e de National participent à la compétition.
Le Mans FC fait son grand retour en Ligue 2 après 6 ans d'absence pour cause de dépôt de bilan.
| Club                   | En L2 depuis | Classement 2018-2019 | Budget (en M€) | Entraîneur            | Depuis | Stade                                                        | Capacité | Nombre de saisons en Ligue 2 |
| ---------------------- | ------------ | -------------------- | -------------- | --------------------- | ------ | ------------------------------------------------------------ | -------- | ---------------------------- |
| SM Caen                | 2019         | 19e (Ligue 1)        | 17             | Pascal Dupraz         | 2019   | Stade Michel-d'Ornano                                        | 20 300   | 24                           |
| EA Guingamp            | 2019         | 20e (Ligue 1)        | 25             | Sylvain Didot         | 2019   | Stade du Roudourou                                           | 19 060   | 28                           |
| ESTAC Troyes           | 2018         | 3e                   | 13             | Laurent Batlles       | 2019   | Stade de l'Aube                                              | 20 400   | 13                           |
| Paris FC               | 2017         | 4e                   | 14,5           | René Girard           | 2020   | Stade Charléty                                               | 19 151   | 11                           |
| RC Lens                | 2015         | 5e                   | 35             | Franck Haise          | 2020   | Stade Bollaert-Delelis                                       | 38 223   | 20                           |
| FC Lorient             | 2017         | 6e                   | 25             | Christophe Pélissier  | 2019   | Stade du Moustoir                                            | 18 500   | 25                           |
| Le Havre AC            | 2009         | 7e                   | 14             | Paul Le Guen          | 2019   | Stade Océane                                                 | 25 178   | 36                           |
| US Orléans             | 2016         | 8e                   | 8,5            | Gilbert Zoonekynd     | 2020   | Stade de la Source                                           | 7 500    | 31                           |
| Grenoble Foot 38       | 2018         | 9e                   | 9,5            | Philippe Hinschberger | 2018   | Stade des Alpes                                              | 20 068   | 38                           |
| Clermont Foot 63       | 2007         | 10e                  | 8,7            | Pascal Gastien        | 2017   | Stade Gabriel-Montpied                                       | 11 980   | 19                           |
| LB Châteauroux         | 2017         | 11e                  | 8              | Nicolas Usaï          | 2018   | Stade Gaston-Petit                                           | 17 173   | 39                           |
| Chamois niortais FC    | 2012         | 12e                  | 9              | Franck Passi          | 2020   | Stade René-Gaillard                                          | 11 352   | 27                           |
| Valenciennes FC        | 2014         | 13e                  | 9,5            | Olivier Guégan        | 2019   | Stade du Hainaut                                             | 25 172   | 36                           |
| AS Nancy-Lorraine      | 2017         | 14e                  | 15             | Jean-Louis Garcia     | 2019   | Stade Marcel-Picot                                           | 20 087   | 22                           |
| AJ Auxerre             | 2012         | 15e                  | 21             | Jean-Marc Furlan      | 2019   | Stade de l'Abbé-Deschamps                                    | 18 541   | 13                           |
| FC Sochaux-Montbéliard | 2014         | 16e                  | 15             | Omar Daf              | 2018   | Stade Auguste-Bonal                                          | 20 005   | 15                           |
| AC Ajaccio             | 2014         | 17e                  | 10,5           | Olivier Pantaloni     | 2014   | Stade François-Coty                                          | 10 660   | 18                           |
| Rodez AF               | 2019         | 1er (National)       | 7,1            | Laurent Peyrelade     | 2015   | Stadium de Toulouse (1re-14e journée) puis Stade Paul-Lignon | 4 755    | 4                            |
| FC Chambly Oise        | 2019         | 2e (National)        | 6,5            | Bruno Luzi            | 2001   | Stade Pierre-Brisson                                         | 10 178   | 0                            |
| Le Mans FC             | 2019         | 3e (National)        | 11             | Réginald Ray          | 2020   | MMArena                                                      | 25 064   | 28                           |

### Changements d'entraîneur
| Club                | Entraîneur partant              | Motif du départ      | Date de départ          | Position   | Entraîneur arrivant  | Date d'arrivée    |
| ------------------- | ------------------------------- | -------------------- | ----------------------- | ---------- | -------------------- | ----------------- |
| AS Nancy-Lorraine   | Alain Perrin                    | Fin de l'intérim     | 14 mai 2019             | Pré-saison | Jean-Louis Garcia    | 30 mai 2019       |
| AJ Auxerre          | Cédric Daury                    | Fin de l'intérim     | 17 mai 2019             | Pré-saison | Jean-Marc Furlan     | 17 mai 2019       |
| FC Lorient          | Mickaël Landreau                | Consentement mutuel  | 18 mai 2019             | Pré-saison | Christophe Pélissier | 29 mai 2019       |
| EA Guingamp         | Jocelyn Gourvennec              | Consentement mutuel  | 22 mai 2019             | Pré-saison | Patrice Lair         | 29 mai 2019       |
| SM Caen             | Fabien Mercadal Rolland Courbis | Consentement mutuel  | 25 mai 2019 27 mai 2019 | Pré-saison | Rui Almeida          | 9 juin 2019       |
| Le Havre AC         | Oswald Tanchot                  | Consentement mutuel  | 28 mai 2019             | Pré-saison | Paul Le Guen         | 29 mai 2019       |
| Valenciennes FC     | Réginald Ray                    | Fin de contrat       | 6 juin 2019             | Pré-saison | Olivier Guégan       | 6 juin 2019       |
| ES Troyes AC        | Rui Almeida                     | Signé par le SM Caen | 9 juin 2019             | Pré-saison | Laurent Batlles      | 14 juin 2019      |
| EA Guingamp         | Patrice Lair                    | Renvoi               | 23 septembre 2019       | 14e        | Sylvain Didot        | 23 septembre 2019 |
| SM Caen             | Rui Almeida                     | Renvoi               | 28 septembre 2019       | 17e        | Pascal Dupraz        | 1er octobre 2019  |
| Paris FC            | Mécha Baždarević                | Renvoi               | 30 décembre 2019        | 19e        | René Girard          | 6 janvier 2020    |
| Chamois niortais FC | Pascal Plancque                 | Renvoi               | 5 janvier 2020          | 18e        | Franck Passi         | 13 janvier 2020   |
| US Orléans          | Didier Ollé-Nicolle             | Renvoi               | 16 février 2020         | 20e        | Gilbert Zoonekynd    | 2 mars 2020       |
| Le Mans FC          | Richard Déziré                  | Renvoi               | 23 février 2020         | 19e        | Réginald Ray         | 29 février 2020   |
| RC Lens             | Philippe Montanier              | Renvoi               | 25 février 2020         | 3e         | Franck Haise         | 25 février 2020   |

## Compétition

### Règlement
Le classement est calculé avec le barème de points suivant : une victoire vaut trois points, le match nul un. La défaite ne rapporte aucun point.
Depuis la saison 2017-2018, les critères de départage connaissent plusieurs modifications afin de mettre plus en avant les résultats en confrontations directes, bien que la différence de but générale reste le principal critère de départage en cas d'égalité de points. Ceux-ci se présentent donc ainsi :
1. plus grand nombre de points ;
2. plus grande différence de buts générale ;
3. plus grand nombre de points dans les confrontations directes ;
4. plus grande différence de buts particulière
5. plus grand nombre de buts dans les confrontations directes ;
6. plus grand nombre de buts à l'extérieur dans les confrontations directes ;
7. plus grand nombre de buts marqués ;
8. plus grand nombre de buts marqués à l'extérieur ;
9. plus grand nombre de buts marqués sur une rencontre de championnat ;
10. meilleure place au Challenge du fair-play (1 point par joueur averti, 3 points par joueur exclu)

L'organisation et la gestion du Championnat de France de Ligue 2 sont confiées à la Ligue de football professionnel, qui décerne le titre de champion de France de Ligue 2 au club dont l'équipe termine en tête du classement à l'issue de la dernière journée de la compétition.
À la fin de la saison, les deux premières équipes du classement accèdent à la Ligue 1. Le 4e et le 5e disputent un match de play-off dont le vainqueur affronte ensuite le 3e pour déterminer celui qui disputera un barrage en matchs aller-retour contre le 18e de Ligue 1.
Les deux dernières équipes sont reléguées en National. Le 18e dispute un barrage en matchs aller-retour contre le 3e de National.
En raison de l'arrêt de la saison à cause de la pandémie de la Covid-19 en France, la LFP (Ligue de Football Professionnel) décide de figer le classement après la 28e journée, faisant monter les deux premiers en Ligue 1 et annule les barrages Ligue 1/Ligue 2 pour la saison 2019-2020.

### Classement général
Source : Classement officiel sur le site de la LFP.
| Rang | Équipe                 | Pts | J  | G  | N  | P  | Bp | Bc | Diff |
| ---- | ---------------------- | --- | -- | -- | -- | -- | -- | -- | ---- |
| 1    | FC Lorient             | 54  | 28 | 17 | 3  | 8  | 45 | 25 | +20  |
| 2    | RC Lens                | 53  | 28 | 15 | 8  | 5  | 39 | 24 | +15  |
| 3    | AC Ajaccio             | 52  | 28 | 15 | 7  | 6  | 38 | 22 | +16  |
| 4    | ESTAC Troyes           | 51  | 28 | 16 | 3  | 9  | 34 | 25 | +9   |
| 5    | Clermont Foot 63       | 50  | 28 | 14 | 8  | 6  | 35 | 25 | +10  |
| 6    | Le Havre AC            | 44  | 28 | 11 | 11 | 6  | 38 | 25 | +13  |
| 7    | Valenciennes FC        | 42  | 28 | 11 | 9  | 8  | 24 | 20 | +4   |
| 8    | EA Guingamp R          | 39  | 28 | 10 | 9  | 9  | 40 | 33 | +7   |
| 9    | Grenoble Foot 38       | 35  | 28 | 7  | 14 | 7  | 27 | 29 | -2   |
| 10   | FC Chambly P           | 35  | 28 | 9  | 8  | 11 | 26 | 32 | -6   |
| 11   | AJ Auxerre             | 34  | 28 | 8  | 10 | 10 | 31 | 30 | +1   |
| 12   | AS Nancy-Lorraine      | 34  | 28 | 6  | 16 | 6  | 27 | 26 | +1   |
| 13   | SM Caen R              | 34  | 28 | 8  | 10 | 10 | 33 | 34 | -1   |
| 14   | FC Sochaux-Montbéliard | 34  | 28 | 8  | 10 | 10 | 28 | 30 | -2   |
| 15   | LB Châteauroux         | 34  | 28 | 9  | 7  | 12 | 22 | 38 | -16  |
| 16   | Rodez AF P             | 32  | 28 | 8  | 8  | 12 | 31 | 34 | -3   |
| 17   | Paris FC               | 28  | 28 | 7  | 7  | 14 | 22 | 40 | -18  |
| 18   | Chamois niortais FC    | 26  | 28 | 6  | 8  | 14 | 30 | 41 | -11  |
| 19   | Le Mans FC P           | 26  | 28 | 7  | 5  | 16 | 30 | 45 | -15  |
| 20   | US Orléans             | 19  | 28 | 4  | 7  | 17 | 21 | 43 | -22  |

Promotions
- Promotion en Ligue 1 2020-2021
- Relégation en National 2020-2021

Abréviations
- P : Promu de National 2018-2019
- R : Relégué de Ligue 1 2018-2019

### Matchs
| Résultats (▼dom., ►ext.)                                   | ACA  | AJA  | SMC  | FCCO | LBC  | CF63 | GF38 | EAG  | HAC  | LMFC | RCL  | FCL  | ASNL | CNFC | USO  | PFC  | RAF  | FCSM | ESTAC | VAFC |
| AC Ajaccio                                                 |      | 2-3  | 1-2  | Ann. | 0-1  | 1-1  | 3-1  | Ann. | 2-2  | 2-0  | 1-2  | 1-0  | 0-0  | Ann. | 0-0  | 1-0  | 1-0  | Ann. | Ann.  | 2-0  |
| AJ Auxerre                                                 | 3-1  |      | 1-1  | 0-0  | Ann. | 0-0  | 0-1  | 2-2  | 2-0  | 2-0  | Ann. | Ann. | 0-0  | 3-1  | 2-2  | Ann. | Ann. | 2-1  | 1-2   | 1-1  |
| SM Caen                                                    | 0-1  | Ann. |      | 0-0  | 1-1  | 0-0  | 2-0  | Ann. | 0-3  | 3-3  | 0-2  | 1-2  | 1-0  | 4-3  | 2-1  | Ann. | Ann. | Ann. | 0-1   | 0-0  |
| FC Chambly Oise                                            | 0-2  | 1-4  | 0-1  |      | 0-0  | 0-1  | 0-0  | 1-5  | Ann. | 2-2  | Ann. | 0-1  | 2-1  | 3-2  | 1-0  | 1-2  | Ann. | 0-0  | Ann.  | 1-0  |
| LB Châteauroux                                             | 0-1  | 1-0  | 2-1  | 0-3  |      | Ann. | 1-1  | 1-5  | 0-3  | Ann. | 3-2  | 1-3  | Ann. | 1-1  | Ann. | 0-1  | 0-0  | 1-1  | 0-1   | Ann. |
| Clermont Foot 63                                           | Ann. | 1-1  | Ann. | Ann. | 3-0  |      | Ann. | Ann. | 2-1  | 0-1  | 1-1  | 0-2  | 2-2  | 1-0  | 3-1  | 0-1  | 0-1  | 2-0  | 3-2   | 3-1  |
| Grenoble Foot 38                                           | 0-1  | Ann. | 1-0  | 0-0  | 0-1  | 1-1  |      | Ann. | 1-1  | Ann. | 2-2  | Ann. | 1-1  | 3-1  | 0-0  | 0-0  | 2-1  | Ann. | 1-1   | 1-3  |
| EA Guingamp                                                | 1-1  | 1-0  | 1-1  | Ann. | Ann. | 1-2  | 3-3  |      | Ann. | 3-0  | 1-1  | 2-1  | 1-1  | Ann. | 1-0  | Ann. | 4-1  | 1-1  | 0-1   | 0-1  |
| Le Havre AC                                                | Ann. | 1-0  | 1-1  | 1-1  | 0-1  | Ann. | 3-1  | 4-0  |      | 2-0  | 0-0  | 2-2  | 1-1  | 1-1  | 1-2  | 0-0  | Ann. | Ann. | 1-0   | Ann. |
| Le Mans FC                                                 | 2-4  | 0-1  | Ann. | 1-0  | 1-2  | Ann. | 0-0  | 2-1  | Ann. |      | 1-2  | 1-2  | 1-1  | 1-0  | 3-2  | Ann. | 0-0  | 2-0  | Ann   | 1-2  |
| RC Lens                                                    | Ann. | 0-0  | 1-4  | 3-0  | 1-0  | 1-1  | 0-0  | 2-0  | 1-3  | Ann. |      | 1-0  | Ann. | 1-0  | 1-0  | 2-1  | Ann. | 4-0  | 1-0   | Ann. |
| FC Lorient                                                 | 0-0  | 1-0  | 2-1  | 1-2  | Ann. | 0-1  | 2-1  | 0-1  | Ann. | 4-2  | Ann. |      | 2-1  | 4-1  | Ann. | 3-0  | 2-1  | 1-0  | 0-1   | Ann. |
| AS Nancy-Lorraine                                          | Ann. | Ann. | Ann. | 3-0  | 2-1  | 1-2  | Ann. | 0-1  | Ann. | 2-1  | 0-0  | 1-1  |      | 2-1  | 0-0  | 2-0  | 1-1  | 1-1  | 0-0   | 1-0  |
| Chamois niortais FC                                        | 0-1  | 2-2  | 1-1  | Ann. | 3-0  | Ann. | 0-1  | 0-0  | 0-1  | Ann. | Ann. | Ann. | 1-1  |      | 2-0  | 4-4  | 2-1  | 0-2  | 0-2   | 1-0  |
| US Orléans                                                 | 0-3  | Ann. | Ann. | 0-1  | 1-1  | 0-1  | Ann. | 2-0  | 2-2  | Ann. | 1-4  | 0-4  | Ann. | 0-1  |      | 0-1  | 1-2  | 1-0  | 0-2   | 0-1  |
| Paris FC                                                   | 2-3  | 2-0  | 2-4  | 0-3  | Ann. | 0-2  | Ann. | 0-3  | 1-0  | 0-3  | 0-2  | Ann. | Ann. | 0-1  | Ann. |      | 0-0  | 1-1  | 1-0   | Ann. |
| Rodez AF                                                   | Ann. | 2-0  | 2-1  | 2-0  | 1-2  | Ann. | Ann. | 2-1  | 1-2  | 4-1  | 1-2  | 0-1  | 1-1  | Ann. | 3-3  | 2-1  |      | 0-2  | Ann.  | 1-1  |
| FC Sochaux-Montbéliard                                     | 0-2  | 1-0  | 0-0  | Ann. | Ann. | 4-0  | 1-1  | 3-1  | 2-0  | 1-0  | Ann. | 0-4  | 3-0  | Ann. | Ann. | 1-1  | 1-1  |      | 0-1   | 0-0  |
| ES Troyes AC                                               | 2-1  | 3-1  | 2-1  | 0-4  | 2-0  | 1-2  | 1-2  | Ann. | 1-2  | 2-1  | 2-0  | Ann. | Ann. | Ann. | 1-2  | 1-1  | 1-0  | Ann. |       | 1-0  |
| Valenciennes FC                                            | 0-0  | Ann. | Ann. | Ann. | 0-1  | 1-0  | 0-2  | 0-0  | 0-0  | 1-0  | 2-0  | 3-0  | 1-1  | 1-1  | Ann. | 1-0  | 1-0  | 3-2  | Ann.  |      |
| - Victoire à domicile - Match nul - Victoire à l'extérieur |      |      |      |      |      |      |      |      |      |      |      |      |      |      |      |      |      |      |       |      |

Ann. : Annulé

### Matchs de barrages

#### Barrages de promotion
|  | Barrages de Ligue 2 - Match 1 | Barrages de Ligue 2 - Match 1 | Barrages de Ligue 2 - Match 1 | Barrages de Ligue 2 - Match 1 |   |   | Barrages de Ligue 2 - Match 2 | Barrages de Ligue 2 - Match 2 | Barrages de Ligue 2 - Match 2 | Barrages de Ligue 2 - Match 2 |  |  | Barrages Ligue 1 | Barrages Ligue 1 | Barrages Ligue 1 | Barrages Ligue 1 |
|  |                               |                               |                               |                               |   |   |                               |                               |                               |                               |  |  |                  |                  |                  |                  |
|  |                               |                               |                               |                               |   |   |                               |                               |                               |                               |  |  |                  |                  |                  |                  |
|  |                               |                               |                               |                               |   |   |                               |                               |                               |                               |  |  |                  |                  |                  |                  |
|  |                               |                               |                               |                               |   |   |                               |                               |                               |                               |  |  |                  |                  |                  |                  |
|  |                               |                               |                               |                               |   |   |                               |                               |                               |                               |  |  |                  |                  |                  |                  |
|  |                               |                               |                               |                               |   |   |                               |                               |                               |                               |  |  |                  |                  |                  |                  |
|  |                               |                               |                               |                               |   |   |                               |                               |                               |                               |  |  |                  |                  |                  |                  |
|  |                               |                               |                               |                               |   |   |                               |                               |                               |                               |  |  |                  |                  |                  |                  |
|  |                               |                               |                               |                               |   |   |                               |                               |                               |                               |  |  |                  |                  |                  |                  |
|  |                               |                               |                               |                               |   |   |                               |                               |                               |                               |  |  |                  |                  |                  |                  |
|  |                               |                               |                               |                               |   |   |                               |                               |                               |                               |  |  |                  |                  |                  |                  |
|  |                               |                               |                               |                               |   |   |                               |                               |                               |                               |  |  |                  |                  |                  |                  |
|  | 18e L1                        | Annulé                        | 0                             | 0                             |   |   |                               |                               |                               |                               |  |  |                  |                  |                  |                  |
|  | 18e L1                        | Annulé                        | 0                             | 0                             |   |   |                               |                               |                               |                               |  |  |                  |                  |                  |                  |
|  |                               |                               | 0                             | Annulé                        | 0 | 0 |                               |                               |                               |                               |  |  |                  |                  |                  |                  |
|  |                               |                               |                               |                               | 0 | 0 |                               |                               |                               |                               |  |  |                  |                  |                  |                  |
|  |                               |                               |                               |                               |   |   |                               |                               |                               |                               |  |  |                  |                  |                  |                  |
|  |                               |                               |                               |                               |   |   |                               |                               |                               |                               |  |  |                  |                  |                  |                  |
|  | 3e L2                         | Annulé                        | 0                             | 0                             |   |   |                               |                               |                               |                               |  |  |                  |                  |                  |                  |
|  | 3e L2                         | Annulé                        | 0                             | 0                             |   |   |                               |                               |                               |                               |  |  |                  |                  |                  |                  |
|  |                               |                               | 0                             | Annulé                        | 0 | 0 |                               |                               |                               |                               |  |  |                  |                  |                  |                  |
|  | 4e L2                         | Annulé                        | 0                             | Annulé                        | 0 | 0 | 0                             | 0                             |                               |                               |  |  |                  |                  |                  |                  |
|  | 4e L2                         | Annulé                        |                               |                               |   |   |                               | 0                             |                               |                               |  |  |                  |                  |                  |                  |
|  | 5e L2                         | Annulé                        | 0                             | 0                             |   |   |                               |                               |                               |                               |  |  |                  |                  |                  |                  |
|  | 5e L2                         | Annulé                        | 0                             | 0                             |   |   |                               |                               |                               |                               |  |  |                  |                  |                  |                  |
|  |                               |                               |                               |                               |   |   |                               |                               |                               |                               |  |  |                  |                  |                  |                  |

Le 5e au 3e de la Ligue 2 prennent part à des playoffs en matchs unique dont le vainqueur affronte le 18e de la Ligue 1 dans le cadre d'un barrage aller-retour pour une place dans cette division la saison suivante.
| Match 1 | (L2) 4e de Ligue 2 | - | 5e de Ligue 2 (L2) | Stade du 4e de Ligue 2 |
| Annulé  |                    |   |                    |                        |

| Match 2 | (L2) 3e de Ligue 2 | - | Vainqueur du match 1 (L2) | Stade du 3e de Ligue 2 |
| Annulé  |                    |   |                           |                        |

| Match aller | (L2) Vainqueur du match 2 | - | 18e de Ligue 1 (L1) | Stade du vainqueur du match 2 |
| Annulé      |                           |   |                     |                               |

| Match retour | (L1) 18e de Ligue 1 | - | Vainqueur du match 2 (L2) | Stade du 18e de Ligue 1 |
| Annulé       |                     |   |                           |                         |

#### Barrages de relégation
Les barrages de promotion entre le troisième de National et le dix-huitième de la Ligue 2 prennent place durant le mois de mai 2020. Le vainqueur de ces barrages obtient une place pour le championnat de Ligue 2 2020-2021 tandis que le perdant va en National.
| Match aller | (N1) 3e de National | - | 18e de Ligue 2 (L2) | Stade du 3e de National |
| Annulé      |                     |   |                     |                         |

| Match retour | (L2) 18e de Ligue 2 | - | 3e de National (N1) | Stade du 18e de Ligue 2 |
| Annulé       |                     |   |                     |                         |

## Statistiques

### Domicile et extérieur
| Rang | Équipe                 | Pts | J  | G | N | P  | Bp | Bc | Diff |
| ---- | ---------------------- | --- | -- | - | - | -- | -- | -- | ---- |
| 1    | RC Lens                | 30  | 14 | 9 | 3 | 2  | 19 | 9  | +10  |
| 2    | FC Lorient             | 28  | 14 | 9 | 1 | 4  | 22 | 12 | +10  |
| 3    | Valenciennes FC        | 26  | 14 | 7 | 5 | 2  | 14 | 7  | +7   |
| 4    | ES Troyes AC           | 25  | 14 | 8 | 1 | 5  | 20 | 17 | +3   |
| 5    | Clermont Foot 63       | 24  | 14 | 7 | 3 | 4  | 21 | 14 | +7   |
| 6    | AS Nancy-Lorraine      | 24  | 14 | 6 | 6 | 2  | 16 | 9  | +7   |
| 7    | FC Sochaux-Montbéliard | 23  | 14 | 6 | 4 | 3  | 16 | 10 | +6   |
| 8    | Le Havre AC            | 22  | 14 | 5 | 7 | 2  | 18 | 10 | +8   |
| 9    | AJ Auxerre             | 22  | 14 | 5 | 7 | 2  | 19 | 12 | +7   |
| 10   | AC Ajaccio             | 22  | 14 | 6 | 4 | 4  | 17 | 12 | +5   |
| 11   | EA Guingamp            | 21  | 14 | 5 | 6 | 3  | 20 | 14 | +6   |
| 12   | Rodez AF               | 21  | 14 | 6 | 3 | 5  | 22 | 18 | +4   |
| 13   | Le Mans FC             | 18  | 14 | 5 | 3 | 6  | 16 | 17 | -1   |
| 14   | Grenoble Foot 38       | 17  | 14 | 3 | 8 | 3  | 13 | 13 | 0    |
| 15   | Chamois niortais FC    | 17  | 14 | 4 | 5 | 5  | 16 | 16 | 0    |
| 16   | SM Caen                | 17  | 14 | 4 | 5 | 5  | 14 | 17 | -3   |
| 17   | FC Chambly Oise        | 16  | 15 | 3 | 4 | 7  | 12 | 21 | -9   |
| 18   | LB Châteauroux         | 13  | 14 | 3 | 4 | 7  | 11 | 23 | -12  |
| 19   | Paris FC               | 11  | 13 | 3 | 2 | 8  | 9  | 22 | -13  |
| 20   | US Orléans             | 8   | 14 | 2 | 2 | 10 | 8  | 23 | -15  |

| Rang | Équipe                 | Pts | J  | G | N  | P  | Bp | Bc | Diff |
| ---- | ---------------------- | --- | -- | - | -- | -- | -- | -- | ---- |
| 1    | AC Ajaccio             | 30  | 14 | 9 | 3  | 2  | 21 | 10 | +11  |
| 2    | FC Lorient             | 26  | 14 | 8 | 2  | 4  | 23 | 13 | +10  |
| 3    | ES Troyes AC           | 26  | 14 | 8 | 2  | 4  | 14 | 8  | +6   |
| 4    | Clermont Foot 63       | 26  | 14 | 7 | 5  | 2  | 14 | 11 | +3   |
| 5    | RC Lens                | 23  | 14 | 6 | 5  | 3  | 20 | 15 | +5   |
| 6    | Le Havre AC            | 22  | 14 | 6 | 4  | 4  | 20 | 15 | +5   |
| 7    | LB Châteauroux         | 21  | 14 | 6 | 3  | 5  | 11 | 15 | -4   |
| 8    | FC Chambly Oise        | 19  | 13 | 5 | 4  | 4  | 14 | 11 | +3   |
| 9    | EA Guingamp            | 18  | 14 | 5 | 3  | 6  | 20 | 19 | +1   |
| 10   | Grenoble Foot 38       | 18  | 14 | 4 | 6  | 4  | 14 | 16 | -2   |
| 11   | SM Caen                | 17  | 14 | 4 | 5  | 5  | 19 | 17 | +2   |
| 12   | Paris FC               | 17  | 15 | 4 | 5  | 6  | 13 | 18 | -5   |
| 13   | Valenciennes FC        | 16  | 14 | 4 | 4  | 6  | 10 | 13 | -3   |
| 14   | AJ Auxerre             | 12  | 14 | 3 | 3  | 8  | 12 | 18 | -6   |
| 15   | Rodez AF               | 11  | 14 | 2 | 5  | 7  | 9  | 16 | -7   |
| 16   | US Orléans             | 11  | 14 | 2 | 5  | 7  | 13 | 20 | -7   |
| 17   | FC Sochaux-Montbéliard | 11  | 14 | 2 | 5  | 7  | 11 | 19 | -8   |
| 18   | AS Nancy-Lorraine      | 10  | 14 | 0 | 10 | 4  | 11 | 17 | -6   |
| 19   | Chamois niortais FC    | 9   | 14 | 2 | 3  | 9  | 14 | 25 | -11  |
| 20   | Le Mans FC             | 8   | 14 | 2 | 2  | 10 | 14 | 28 | -14  |

### Évolution du classement
Le tableau suivant récapitule le classement au terme de chacune des journées définies par le calendrier officiel, les matchs joués en retard sont pris en compte la journée suivante. Les colonnes « promouvable » et « relégable » comptabilisent les places de montée ou de relégation directes.
| Journées →   | 1  | 2  | 3  | 4  | 5  | 6  | 7  | 8  | 9  | 10 | 11 | 12 | 13 | 14 | 15 | 16 | 17 | 18 | 19 | 20 | 21 | 22 | 23 | 24 | 25 | 26 | 27 | 28 | prom. | b.p. | b.r. | rel. |
| Équipe ↓     |    |    |    |    |    |    |    |    |    |    |    |    |    |    |    |    |    |    |    |    |    |    |    |    |    |    |    |    |       |      |      |      |
| ------------ | -- | -- | -- | -- | -- | -- | -- | -- | -- | -- | -- | -- | -- | -- | -- | -- | -- | -- | -- | -- | -- | -- | -- | -- | -- | -- | -- | -- | ----- | ---- | ---- | ---- |
| Lorient      | 1  | 1  | 1  | 2  | 1  | 2  | 1  | 1  | 1  | 1  | 1  | 1  | 4  | 2  | 2  | 1  | 1  | 1  | 2  | 1  | 1  | 1  | 1  | 1  | 1  | 1  | 1  | 1  | 27    | 1    |      |      |
| Lens         | 5  | 3  | 3  | 7  | 11 | 12 | 10 | 6  | 3  | 2  | 2  | 2  | 1  | 1  | 1  | 2  | 2  | 2  | 1  | 2  | 2  | 2  | 2  | 2  | 2  | 3  | 2  | 2  | 18    | 5    |      |      |
| Troyes       | 3  | 7  | 13 | 14 | 10 | 7  | 4  | 3  | 5  | 6  | 4  | 4  | 3  | 4  | 4  | 4  | 4  | 3  | 3  | 3  | 4  | 4  | 5  | 5  | 5  | 4  | 3  | 4  |       | 22   |      |      |
| Ajaccio      | 10 | 6  | 9  | 8  | 4  | 8  | 11 | 7  | 2  | 4  | 5  | 3  | 2  | 3  | 3  | 3  | 3  | 4  | 4  | 4  | 3  | 3  | 3  | 3  | 3  | 2  | 4  | 3  | 18    | 3    |      |      |
| Clermont     | 2  | 2  | 2  | 1  | 3  | 5  | 8  | 5  | 7  | 10 | 13 | 9  | 11 | 6  | 7  | 7  | 7  | 5  | 6  | 5  | 6  | 5  | 4  | 4  | 4  | 5  | 5  | 5  | 4     | 12   |      |      |
| Le Havre     | 9  | 9  | 6  | 3  | 2  | 1  | 2  | 2  | 4  | 5  | 6  | 6  | 7  | 9  | 6  | 5  | 5  | 6  | 7  | 6  | 5  | 6  | 6  | 6  | 6  | 7  | 6  | 6  | 4     | 6    |      |      |
| Nancy        | 11 | 10 | 14 | 10 | 13 | 14 | 14 | 13 | 12 | 9  | 9  | 10 | 9  | 10 | 9  | 8  | 10 | 9  | 10 | 7  | 8  | 9  | 9  | 9  | 10 | 10 | 14 | 12 |       |      |      |      |
| Valenciennes | 16 | 13 | 10 | 9  | 5  | 3  | 3  | 4  | 8  | 11 | 10 | 11 | 12 | 13 | 11 | 9  | 9  | 8  | 5  | 8  | 7  | 7  | 7  | 8  | 8  | 8  | 8  | 7  |       | 5    |      |      |
| Guingamp     | 8  | 15 | 12 | 13 | 15 | 13 | 13 | 14 | 13 | 8  | 8  | 13 | 6  | 7  | 10 | 10 | 8  | 10 | 8  | 9  | 9  | 8  | 8  | 7  | 7  | 6  | 7  | 8  |       |      |      |      |
| Sochaux      | 12 | 11 | 7  | 12 | 7  | 11 | 12 | 9  | 6  | 3  | 3  | 5  | 5  | 5  | 5  | 6  | 6  | 7  | 9  | 10 | 10 | 11 | 11 | 11 | 11 | 11 | 12 | 14 |       | 6    |      |      |
| Grenoble     | 7  | 12 | 16 | 16 | 16 | 16 | 15 | 15 | 15 | 12 | 11 | 8  | 8  | 8  | 8  | 11 | 11 | 11 | 11 | 11 | 11 | 10 | 10 | 10 | 9  | 9  | 9  | 9  |       |      |      |      |
| Auxerre      | 17 | 8  | 15 | 15 | 14 | 10 | 7  | 12 | 10 | 7  | 7  | 12 | 13 | 12 | 13 | 12 | 13 | 14 | 14 | 12 | 12 | 12 | 12 | 12 | 12 | 12 | 10 | 11 |       |      |      |      |
| Chambly      | 6  | 4  | 5  | 4  | 6  | 4  | 6  | 11 | 14 | 15 | 15 | 15 | 16 | 18 | 16 | 17 | 17 | 15 | 16 | 13 | 13 | 15 | 14 | 15 | 15 | 14 | 13 | 10 |       | 4    | 1    |      |
| Rodez        | 4  | 5  | 4  | 6  | 8  | 9  | 5  | 8  | 11 | 14 | 12 | 7  | 10 | 11 | 12 | 13 | 14 | 12 | 12 | 14 | 14 | 16 | 15 | 14 | 13 | 16 | 16 | 16 | 4     |      |      |      |
| Caen         | 14 | 14 | 11 | 11 | 12 | 15 | 16 | 16 | 17 | 17 | 17 | 16 | 15 | 14 | 15 | 14 | 12 | 13 | 13 | 15 | 16 | 14 | 13 | 13 | 14 | 13 | 11 | 13 |       |      |      |      |
| Châteauroux  | 19 | 19 | 19 | 19 | 18 | 19 | 20 | 19 | 18 | 18 | 19 | 19 | 18 | 16 | 18 | 16 | 15 | 16 | 17 | 16 | 15 | 13 | 16 | 16 | 16 | 15 | 15 | 15 |       |      | 5    | 9    |
| Le Mans      | 15 | 20 | 20 | 20 | 20 | 17 | 18 | 18 | 19 | 19 | 20 | 18 | 17 | 17 | 19 | 19 | 19 | 18 | 15 | 17 | 17 | 17 | 17 | 18 | 19 | 19 | 19 | 19 |       |      | 5    | 14   |
| Niort        | 18 | 17 | 8  | 5  | 9  | 6  | 9  | 10 | 9  | 13 | 14 | 14 | 14 | 15 | 14 | 15 | 16 | 17 | 18 | 18 | 18 | 18 | 18 | 17 | 18 | 18 | 18 | 18 |       | 1    | 10   |      |
| Paris FC     | 20 | 18 | 18 | 18 | 19 | 20 | 19 | 20 | 20 | 20 | 18 | 20 | 20 | 19 | 17 | 18 | 18 | 19 | 19 | 19 | 19 | 19 | 19 | 19 | 17 | 17 | 17 | 17 |       |      | 6    | 17   |
| Orléans      | 13 | 14 | 17 | 17 | 17 | 18 | 17 | 17 | 16 | 16 | 16 | 17 | 19 | 20 | 20 | 20 | 20 | 20 | 20 | 20 | 20 | 20 | 20 | 20 | 20 | 20 | 20 | 20 |       |      | 1    | 16   |

### Buts marqués par journée
Ce graphique représente le nombre de buts marqués lors de chaque journée.
* indique que toutes les rencontres de la journée n'ont pas encore été disputées.

### Classement des buteurs
Mise à jour : 28 février 2020
| #  | Buteur            | Club                   | Buts Note 1 |
| -- | ----------------- | ---------------------- | ----------- |
| 1  | Tino Kadewere     | Le Havre AC            | 20          |
| 2  | Adrian Grbić      | Clermont Foot 63       | 17          |
| 3  | Yoane Wissa       | FC Lorient             | 15          |
| 4  | Ibrahim Sissoko   | Chamois niortais       | 15          |
| 5  | Teddy Chevalier   | Valenciennes FC        | 12          |
| 6  | Ugo Bonnet        | Rodez AF               | 11          |
| 7  | Abdoulaye Sané    | FC Sochaux-Montbéliard | 10          |
| 8  | Gaëtan Courtet    | AC Ajaccio             | 10          |
| 9  | Pierre-Yves Hamel | FC Lorient             | 9           |
| 10 | Jamal Thiaré      | Le Havre AC            | 8           |
| 10 | Florian Sotoca    | RC Lens                | 8           |
| 10 | Vincent Créhin    | Le Mans                | 8           |

| Source : Classement des buteurs sur le site de la LFP 1 : Nombre de buts inscrits (+) dont nombre de penalties (-) |

### Classement des passeurs
Mise à jour : 28 février 2020
| # | Passeur              | Club           | Pas.Note 1 |
| - | -------------------- | -------------- | ---------- |
| 1 | Maxime Barthelmé     | ESTAC Troyes   | 10         |
| 2 | Vincent Le Goff      | FC Lorient     | 7          |
| 3 | Jean-Pascal Fontaine | Le Havre AC    | 7          |
| 4 | Youssouf M'Changama  | EA Guingamp    | 7          |
| 5 | Michaël Barreto      | AJ Auxerre     | 7          |
| 6 | Pierre-Yves Hamel    | FC Lorient     | 6          |
| 7 | Mathieu Coutadeur    | AC Ajaccio     | 6          |
| 8 | Ronny Rodelin        | EA Guingamp    | 5          |
| 9 | Armand Laurienté     | FC Lorient     | 5          |
| 9 | Caleb Zady Sery      | SM Caen        | 5          |
| 9 | Valentin Henry       | Rodez AF       | 5          |
| 9 | Romain Grange        | LB Châteauroux | 5          |

| Source : Classement officiel des passeurs de la LFP 1 : Nombre de passes décisives (+) dont coups de pied arrêtés (-) |

### Affluence

#### Plus grosses affluences de la saison (après la28ejournée)
| Rang | Match                            | Journée | Date              | Affluence |
| ---- | -------------------------------- | ------- | ----------------- | --------- |
| 1    | RC Lens - FC Lorient             | J13     | 2 novembre 2019   | 32 011    |
| 2    | RC Lens - Le Havre AC            | J4      | 17 août 2019      | 29 706    |
| 3    | RC Lens - FC Chambly             | J17     | 3 décembre 2019   | 29 551    |
| 4    | RC Lens - Niort FC               | J19     | 21 décembre 2019  | 28 819    |
| 5    | RC Lens - EA Guingamp            | J2      | 3 août 2019       | 28 671    |
| 6    | RC Lens - AJ Auxerre             | J11     | 21 octobre 2019   | 28 592    |
| 7    | RC Lens - SM Caen                | J26     | 22 février 2020   | 27 711    |
| 8    | RC Lens - FC Sochaux-Montbéliard | J15     | 23 novembre 2019  | 25 206    |
| 9    | RC Lens - Clermont F63           | J21     | 25 janvier 2020   | 24 625    |
| 10   | RC Lens - ES Troyes AC           | J23     | 4 février 2020    | 23 807    |
| 11   | RC Lens - Paris FC               | J9      | 28 septembre 2019 | 23 111    |
| 12   | RC Lens - Grenoble F38           | J24     | 10 février 2020   | 23 022    |
| 13   | RC Lens - LB Châteauroux         | J7      | 16 septembre 2019 | 21 089    |
| 14   | Le Mans FC - US Orléans          | J18     | 13 décembre 2019  | 17 918    |
| 15   | Le Mans FC - RC Lens             | J1      | 27 juillet 2019   | 17 731    |
| 16   | Valenciennes FC - RC Lens        | J16     | 29 novembre 2019  | 17 415    |
| 17   | SM Caen - Le Havre AC            | J6      | 30 août 2019      | 14 578    |
| 18   | FC Lorient - EA Guingamp         | J6      | 31 août 2019      | 13 742    |
| 19   | AS Nancy-Lorraine - RC Lens      | J12     | 25 octobre 2019   | 13 417    |
| 20   | EA Guingamp - FC Lorient         | J24     | 8 février 2020    | 13 069    |

#### Affluences par journée
Ce graphique représente le nombre de spectateurs lors de chaque journée.
* indique que toutes les rencontres de la journée n'ont pas encore été disputées et que les statistiques peuvent augmenter.

## Bilan de la saison
- Champion d'automne : RC Lens
- Champion : FC Lorient
- Meilleure attaque : FC Lorient (45 buts)
- Meilleure défense : Valenciennes FC (20 buts)
- Plus mauvaise attaque : US Orléans (21 buts)
- Plus mauvaise défense : Le Mans FC (45 buts)
- Premier but de la saison :  Ugo Bonnet   1re (54s) pour Rodez AF contre l'AJ Auxerre (1-0) le 26 juillet 2019
- Dernier but de la saison :
- Premier but contre son camp :
- Premier penalty :  Yohann Touzghar   43e (pen.) pour l'ES Troyes AC contre les Chamois niortais (0-2) le 26 juillet 2019
- Premier but sur coup franc direct :
- Premier doublé :  Moussa Djitté   58e   72e pour le Grenoble Foot 38 contre l'EA Guingamp (3-3) le 26 juillet 2019
- Premier triplé :  Abdoulaye Sané   6e   85e   89e pour le FC Sochaux-Montbéliard contre le Clermont Foot 63 (4-0) le 4 octobre 2019
- Premier carton rouge :  Samuel Yohou    45+1e,  67e pour le Paris FC contre le FC Lorient (3-0) le 29 juillet 2019
- But le plus rapide d'une rencontre :   Yann Boé-Kane   1re (19s) pour Le Mans FC contre l'US Orléans (3 - 2) le 13 décembre 2019
- But le plus tardif d'une rencontre : Dias Goncalves   90+4e (pen.) pour l'AS Nancy-Lorraine contre Le Mans FC (2- 1) le 16 août 2019
- Plus jeune buteur de la saison :
- Plus vieux buteur de la saison :
- Journée de championnat la plus riche en buts :
- Journée de championnat la plus pauvre en buts :
- Nombre de buts inscrits durant la saison :
- Nombre de  durant la saison :
- Nombre de  durant la saison :
- Plus grand nombre de buts dans une rencontre : 8 buts
  - 4-4 lors de Chamois niortais - Paris FC le 31 janvier 2020
- Plus large victoire à domicile : 4 buts d'écart
  - 4-0 lors de FC Sochaux-Montbéliard - Clermont Foot 63 le 4 octobre 2019
- Plus large victoire à l'extérieur : 4 buts d'écart
  - 1-5 lors de FC Chambly Oise - EA Guingamp le 1er novembre 2019
  - 1-5 lors de Châteauroux - EA Guingamp le 20 décembre 2019
- Plus grand nombre de buts en une mi-temps : 6 buts
  - 2-4 (0-0 en 1re mi-temps, 2-4 en 2de) lors de Le Mans FC - AC Ajaccio le 20 septembre 2019
- Plus grand nombre de buts dans une rencontre pour un joueur : 3 buts
  -  Abdoulaye Sané   6e   86e   89e pour le FC Sochaux contre Clermont Foot (4 - 0) le 4 octobre 2019
  -  Ronny Rodelin   11e   16e   64e pour l'EA Guingamp contre La Berrichonne de Châteauroux (1 - 5) le 20 décembre 2019
  -  Teddy Chevalier   14e   83e   85e pour Valenciennes contre le contre le FC Lorient (3-0) le 20 décembre 2019
  -  Adrian Grbić   28e   38e   83e pour Clermont Foot contre Troyes ( 3  - 2) le 10 janvier 2020
- Doublé le plus rapide : 5 minutes
  -  Tino Kadewere   71e (pen.)   76e pour Havre AC contre l'AC Ajaccio (2-2) le 26 juillet 2019
- Triplé le plus rapide :
- Les triplés de la saison :
  -  Abdoulaye Sané   6e   86e   89e pour le FC Sochaux contre Clermont Foot (4-0) le 4 octobre 2019
  -  Ronny Rodelin   11e   16e   64e pour l'EA Guingamp contre La Berrichonne de Châteauroux (1 - 5) le 20 décembre 2019
  -  Teddy Chevalier   14e   83e   85e pour Valenciennes contre le contre le FC Lorient (3-0) le 20 décembre 2019
  -  Adrian Grbić   28e   38e   83e pour Clermont Foot contre Troyes ( 3  - 2) le 10 janvier 2020
- Plus grand nombre de spectateurs dans une rencontre :
- Plus petit nombre de spectateurs dans une rencontre :
- Plus grande série de victoires :  5 matchs 
  - Le FC Lorient entre la 14e journée et la 18e journée
- Plus grande série de défaites : 5 matchs pour Le Mans entre la 1re journée et la 5e journée
- Plus grande série de matchs sans défaite : 11 matchs 
  - L'AS Nancy-Lorraine entre la 6e journée & 16e journée
  - L'AC Ajaccio entre la 7e journée & 17e journée
- Plus grande série de matchs sans victoire :  9 matchs
  - Paris FC entre la 1re journée & 9e journée
  - L'AJ Auxerre entre la 11e journée & 19e journée
  - L'US Orléans entre la 10e journée & 18e journée
- Plus grande série de matchs sans marquer :  7 matchs 
  - La Berrichonne de Châteauroux entre la 1re journée & 7e journée

## Trophée UNFP
Chaque début de mois les internautes votent pour élire le trophée UNFP du joueur du mois de Ligue 2.
| Mois      | Premier         | Premier                | Premier | Deuxième        | Deuxième          | Deuxième | Troisième        | Troisième        | Troisième | Ref.   |
| Mois      | Joueur          | Club                   | %       | Joueur          | Club              | %        | Joueur           | Club             | %         | Ref.   |
| --------- | --------------- | ---------------------- | ------- | --------------- | ----------------- | -------- | ---------------- | ---------------- | --------- | ------ |
| Août      | Tino Kadewere   | Le Havre AC            | 50      | Enzo Le Fée     | FC Lorient        | 26       | Adrian Grbić     | Clermont Foot 63 | 24        | [ 6 ]  |
| Septembre | Yoane Wissa     | FC Lorient             | 43      | Amine Bassi     | AS Nancy-Lorraine | 36       | Ugo Bonnet       | Rodez AF         | 21        | [ 7 ]  |
| Octobre   | Abdoulaye Sané  | FC Sochaux-Montbéliard | 49      | Mohamed Yattara | AJ Auxerre        | 33       | Maxime Barthelmé | ESTAC Troyes     | 18        | [ 8 ]  |
| Novembre  | Jessy Deminguet | SM Caen                | 43      | Paul Nardi      | FC Lorient        | 31       | Benjamin Leroy   | AC Ajaccio       | 26        | [ 9 ]  |
| Décembre  | Florian Sotoca  | RC Lens                | 42      | Teddy Chevalier | Valenciennes      | 31       | Tino Kadewere    | Le Havre AC      | 27        | [ 10 ] |
| Janvier   | Yoane Wissa     | FC Lorient             | 52      | Victor Lekhal   | Le Havre AC       | 30       | Jérôme Prior     | Valenciennes     | 18        | [ 11 ] |
| Février   | Annulés         | Annulés                | Annulés | Annulés         | Annulés           | Annulés  | Annulés          | Annulés          | Annulés   | [ 12 ] |
| Mars      | Annulés         | Annulés                | Annulés | Annulés         | Annulés           | Annulés  | Annulés          | Annulés          | Annulés   | [ 12 ] |
| Avril     | Annulés         | Annulés                | Annulés | Annulés         | Annulés           | Annulés  | Annulés          | Annulés          | Annulés   | [ 12 ] |

Le 19 mai 2020, l'Union nationale des footballeurs professionnels (UNFP) annonce l'annulation de la cérémonie des « trophées UNFP du football 2020 ».

## Perturbations lors du championnat

### Épidémie de coronavirus
Le 13 mars 2020, à partir de la 29e journée, la Ligue de football professionnel (LFP) suspend jusqu'à nouvel ordre, les matchs de Ligue 1 et Ligue 2 en raison de la pandémie de COVID-19.
Le 28 avril 2020, Édouard Philippe annonce dans un discours à l'Assemblée nationale que la saison 2019-2020 des compétitions de sport professionnel en France ne pourront pas reprendre. Le 30 avril, le conseil d'administration de la LFP vote la fin officielle des championnats de Ligue 1 et Ligue 2. Pour déterminer le classement final, la Ligue prend en compte un indice de performance selon le nombre de points marqués sur tous les matchs joués.